# Mīchān
Mīchān (persiska: ميچان) är en ort i Iran.   Den ligger i provinsen Markazi, i den centrala delen av landet, 220 km sydväst om huvudstaden Teheran. Mīchān ligger 1 683 meter över havet och antalet invånare är 924.
Terrängen runt Mīchān är platt åt nordost, men åt sydväst är den kuperad. Terrängen runt Mīchān sluttar österut.Runt Mīchān är det ganska tätbefolkat, med 120 invånare per kvadratkilometer. Mīchān är det största samhället i trakten. Trakten runt Mīchān består i huvudsak av gräsmarker.